# St Modan’s Parish Church (Rosneath)

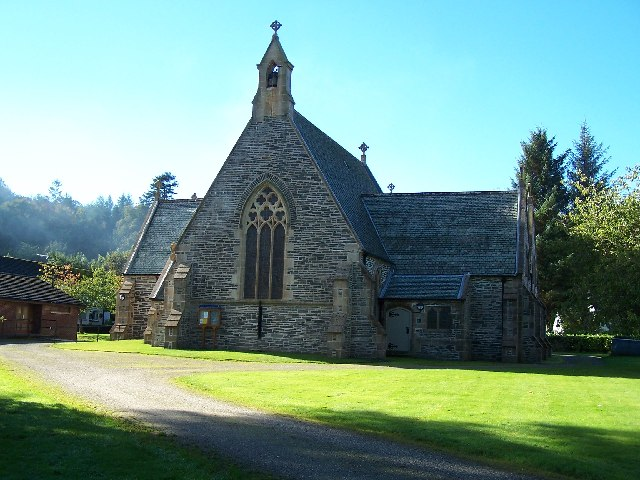
St Modan’s Parish Church

Die St Modan’s Parish Church ist ein Kirchengebäude der presbyterianischen Church of Scotland im Zentrum der schottischen Ortschaft Rosneath auf der Halbinsel Rosneath in der Council Area Argyll and Bute. 1974 wurde die im neogotischen Stil erbaute St Modan’s Parish Church in die schottischen Denkmallisten in der höchsten Kategorie A aufgenommen. Die Kirche ist heute noch als solche in Benutzung.

## Geschichte
Bereits seit den Zeiten des Heiligen Modans, dem die heutige Kirche geweiht ist, im 6. Jahrhundert befand sich eine Kirche in Rosneath. Der Vorgängerbau, die heute in Ruinen erhaltene St Modan’s Old Church, die selbst wahrscheinlich teilweise auf einem früheren Kirchengebäude aufbaute, stammt aus dem Jahre 1780 und ist in die Denkmalkategorie B eingeordnet. Die heutige Kirche wurde als Ersatz für den Vorgängerbau im Jahre 1854 errichtet. Als Architekt war David Cousin für die Planung verantwortlich, der verschiedene Kirchen entlang der schottischen Westküste entwarf. Als Glocke wurde die aus dem Jahre 1610 stammende Burgerhuis-Glocke eingesetzt. Beim ersten Jakobitenaufstand im Jahre 1715 diente ihr Läuten zur Versammlung der Gemeindemitglieder. Wahrscheinlich ist sie aus diesem Grunde in Walter Scotts Werk Das Herz von Midlothian erwähnt. 1862 wurde das südliche Querschiff hinzugefügt; 1873 schließlich das nördliche. Die 1875 installierte Orgel ist ein Geschenk der Prinzessin Louise, die auch 1917 den Altar spendete. Der Altaraufsatz aus dem Jahr 1931 zeigt das Letzte Abendmahl und ist eine Gabe der Prinzessin zum Gedenken an den George Douglas Campbell und John Campbell, den achten beziehungsweise neunten Duke of Argyll.